# Райт, Эрик Олин
Эрик Олин Райт (англ. Erik Olin Wright; 9 февраля 1947, Беркли, Калифорния, США — 23 января 2019, Милуоки, Висконсин) — американский социолог, аналитический марксист, преподаватель Висконсинского университета в Мадисоне, специализировавшийся на социальной стратификации и классовой структуре общества, а также возможных эгалитарных альтернативах капитализму («реальные утопии»).
Известен тем, что в разработке марксистской концепции класса отклонился от классического марксизма в своем разбиении рабочего класса на подгруппы с различной властью и, следовательно, с разной степенью классового сознания(«противоречивые классовые позиции»). Райт представил новые концепции, позволяющие адаптироваться к этому изменению точки зрения, включая глубокую демократию и междоусобную революцию (interstitial revolution).

## Биография
Эрик Райт родился 9 февраля 1947 года в Беркли, штат Калифорния, и вырос в Лоренсе, штат Канзас. Его родители, Эрик Райт и Беатрис Энн (Познер) Райт, оба были профессорами психологии в Канзасском университете. Он получил две степени бакалавра гуманитарных наук: первую по специальности «Социальные исследования» в Гарвардском колледже в 1968 году, а вторую по специальности «История» в Баллиол-колледже Оксфордского университета в 1970 году.
Райт защитил докторскую степень по социологии в Калифорнийском университете в Беркли в 1976 году и в том же году поступил на факультет социологии Университета Висконсин-Мэдисон.
Райт умер 23 января 2019 года от острого миелоидного лейкоза в больнице Милуоки, штат Висконсин, в возрасте 71 года.

## Научная деятельность
Райт начал вносить вклад в интеллектуальное сообщество в середине 1970-х годов вместе с целым поколением молодых ученых, радикализированных войной во Вьетнаме и движением за гражданские права. В Университете Висконсин-Мэдисон Райт руководил диссертациями многих молодых ученых, которые впоследствии стали известными социологами и политиками, среди которых были Уилмот Джеймс, Сезар Родригес Гаравито и Вивек Чиббер.
Райт также входил в диссертационные комитеты ученых, которые вносят значительный вклад в области социального расслоения, социальной политики и неравенства, включая Йоста Эспинг-Андерсен, бывшего президента Американской социологической ассоциации Эдуардо Бонилья-Сильва и покойную Деву Пейджер.
На протяжении всей карьеры Райта другие университеты предлагали ему присоединиться к их факультетам социологии. Одна из примечательных таких попыток вербовки произошла в Гарвардском университете в 1981 году. Среди сторонников Райта был Харрисон Уайт, который уважал работу Райта, несмотря на противодействие марксистским политическим обязательствам Райта. Среди противников Райта в Гарварде были Дэниел Белл и Джордж Хоманс, а также президент университета Дерек Бок, который якобы заблокировал попытку факультета завербовать Райта. Попытка Гарварда завербовать Райта совпала с его решением в 1981 году отказать Теде Скочпол в должности, решение, которое позже было отменено после разногласий по поводу обвинений в гендерной дискриминации.
В 2012 году Райт был избран президентом Американской социологической ассоциации.

## Мысль

### Социальные классы
Райта называют «влиятельным новым левым теоретиком». Его работа была связана главным образом с изучением социальных классов и, в частности, с задачей обновления и разработки марксистской концепции класса, чтобы дать возможность марксистским и немарксистским исследователям одинаково использовать слово «класс» для объяснения и предсказания материальных интересов людей, жизненного опыта, условий жизни, доходов, организационных способностей, готовности участвовать в коллективных действиях, политических взглядов и так далее.
Кроме того, он попытался разработать классовые категории, которые позволили бы исследователям сравнивать и противопоставлять классовые структуры и динамику различных развитых капиталистических и «посткапиталистических» обществ.
Райт подчеркнул важность:
- контроля над экономическими/производственными ресурсами и исключения доступа к ним;
- расположения внутри производственных отношений;
- емкости рынка в обменных отношениях;
- дифференцированного контроля над доходами, полученными от использования производственных ресурсов;
- дифференцированного контроля над трудовыми усилиями при определении «класса», в то же время пытаясь учесть положение опытных, квалифицированных, менеджеров и контролирующих сотрудников, черпая вдохновение из веберовских представлений о классе и классовом анализе.

По мнению Райта, сотрудники с востребованными и неэластично предоставляемыми по вознаграждению навыками (из-за естественного дефицита или социально созданных и навязанных ограничений на предложение, таких как лицензирование, барьеры для участия в программах обучения и т. д.) находятся в «привилегированном [surplus] положении в присвоении в отношениях эксплуатации», потому что, хотя они и не являются капиталистами, они способны получить больше привилегий через свое отношение к собственнику средств производства, чем менее квалифицированные рабочие, и их труднее контролировать и оценивать с точки зрения трудовых усилий.
Таким образом, владелец средств производства или их работодатель в целом должен платить им ренту за «дефицит» или «квалификационную/квалификационную» ренту (таким образом поднимая их компенсацию выше фактических затрат на производство и воспроизводство их рабочей силы) и пытается «купить» их лояльность, предоставив им доли собственности, наделив их делегированной властью над своими коллегами по работе и/или позволив им более или менее быть автономными в определении темпа и направления своей работы. Таким образом, эксперты, менеджеры экспертов и исполнительные менеджеры, как правило, ближе к интересам работодателей, чем к интересам других работников.
В число книг Райта входит «Class Counts: Comparative Studies in Class Analysis» (Кембридж, 1997), в которой используются данные, собранные в различных промышленно развитых странах, включая США, Канаду, Норвегию и Швецию.

### Реальные утопии
Позже в своей карьере Райт был связан с обновленным пониманием социалистической альтернативы, глубоко укорененной в социальной ассоциативной демократии. Согласно Райту, ассоциационализм — это социальный порядок, при котором распределение и использование ресурсов для различных целей наиболее сильно определяются осуществлением власти, связанной с гражданским обществом (то есть гражданское преобладает над экономикой и государством).
Переход к этой альтернативе, по мнению Райта, зависит от проектирования и построения «реальных утопий», как называются его исследовательский проект и его книга. Они будут противостоять господствующим институтам, продвигая демократические и эгалитарные принципы, тем самым указывая направление к более справедливому и гуманному миру. Примеры включают Википедию и корпорацию Мондрагон.
В своей книге «Предвидя настоящие утопии» 2010 года Райт написал обширное исследование Википедии как примера деятельности в области социальной экономики.

### Монографии
- The Politics of Punishment: A Critical Analysis of Prisons in America. New York: Harper & Row, 1973.
- Class, Crisis, and the State. London: New Left Books, 1978.
- Class Structure and Income Determination. New York: Academic Press, 1979.
- Classes. London: Verso Books, 1985.
- Class Counts: Comparative Studies in Class Analysis. Cambridge: Cambridge University Press, 1997.
- Envisioning Real Utopias, London: Verso, 2010.

### Коллективные труды
- Wright, Erik Olin, Janet C. Gornick, and Marcia Meyers. Gender Equality: Transforming Family Divisions of Labor. London: Verso, 2009. ISBN 978-1-84467-326-1
- Fung, Archon, Erik Olin Wright, and Rebecca Abers, et al. . Deepening Democracy: Institutional Innovations in Empowered Participatory Governance. The real utopias project, 4. London: Verso, 2003. ISBN 978-1-85984-466-3
- Wright, Erik Olin. Approaches to Class Analysis. Cambridge, UK: Cambridge University Press, 2005. ISBN 978-0-521-60381-2

### На русском языке
- Подходы к классовому анализу : коллективная монография = Approaches to class analysis / под ред. Э. О. Райта ; перевод с англ. Е. Симончук. — Киев: Институт социологии НАН Украины, 2019. — 309 с. — ISBN 978-966-02-8824-9 (e-book). Архивировано 31 марта 2025 года.